# Tylecodon peculiaris
Tylecodon peculiaris ist eine Pflanzenart der Gattung Tylecodon in der Familie der Dickblattgewächse (Crassulaceae).

## Beschreibung
Tylecodon peculiaris wächst geophytisch als sehr kleine Pflanze und wird bis 1 Zentimeter hoch. Sie bildet einen länglichen bis niedergedrückt-kugeligen Caudex aus, aus dem zwei bis drei fleischige Wurzeln entspringen, die 1,8 bis 3,5 Zentimeter lang werden und 1,5 bis 2,5 Zentimeter Durchmesser erreichen. Sie haben eine graue, sich abschälende Rinde und ein purpurrosa farbenes Innengewebe. Der einzelne, bis 7 Millimeter hohe, Trieb besitzt eine graue und sich abschälende Rinde und erreicht einen Durchmesser von 3 bis 4 Millimeter. Es wird ein einzelnes, sitzendes und auf den Boden gedrückten Blatt ausgebildet, welches dunkel purpurgrün gefärbt ist und 12 bis 16 Millimeter lang, 10 bis 15 Millimeter breit und 8 bis 10 Millimeter dick wird. Die Spreite ist rundlich-eiförmig, schildförmig und mit einer tiefen, zentralen Furche versehen, die selten so tief ausgebildet ist, das sie fast hohl wirkt. Die Blattoberfläche ist fein runzelig, die Rippen sind dunkelgrün und besitzen purpurne Zellen dazwischen, an denen sitzende, kugelige, glänzend weiße und durchscheinende Drüsen ausgebildet sind. 
Der Blütenstand besteht aus bis zu 4,5 Zentimeter hohen Thyrsen, die ein einzelnes Monochasium tragen, an dem ein bis drei bogig-aufsteigende Einzelblüten stehen. Der gefurchte Blütenstandstiel ist 2 Zentimeter lang und purpurschwarz. Die Blütenstiele werden 18 bis 25 Millimeter lang, die linealisch und zugespitzten Tragblätter sind angepresst und verwelken bald. Sie werden 1 bis 2 Millimeter lang. Die dreieckig-lanzettlichen Kelchblätter sind mit dichten, keuligen und rötlich braunen Haaren besetzt und werden 2 Millimeter lang und 0,75 Millimeter breit. Die bleichgelbliche bis gelblich grüne Kronröhre ist mit keuligen Drüsenhaaren besetzt und wird 6 Millimeter lang und 3 Millimeter breit. Die grünlichen Zipfel werden 3 Millimeter lang und 2 Millimeter breit, die Früchte werden 6 bis 7 Millimeter lang. 

## Systematik und Verbreitung
Tylecodon peculiaris ist in Südafrika in der Provinz Westkap in der Sukkulenten-Karoo auf Quarzkieselebenen verbreitet. Die Erstbeschreibung erfolgte 1998 durch Ernst Jacobus van Jaarsveld.